# East Beacon
East Beacon (englisch für Östliches Leuchtfeuer) ist mit 2265 m Höhe der markante Ostgipfel der Beacon Heights in den Quartermain Mountains des ostantarktischen Viktorialands.
Teilnehmer einer von 1958 bis 1959 dauernden Kampagne im Rahmen der New Zealand Geological Survey Antarctic Expedition nahmen die Benennung vor.